# Soma Bringer
Soma Bringer (яп. ソーマブリンガー Со:ма Буринга:) — японская ролевая игра, разработанная компанией Monolith Soft и изданная Nintendo для Nintendo DS. 28 февраля 2008 года была выпущена в Японии, но так и не была представлена в других регионах.

## Геймплей
Группа игрока состоит из трех участников. Бой происходит в режиме реального времени, не перемещая группу на отдельный экран (подобная боевая система используется в Secret of Mana и Diablo). Помимо уничтожения монстров и продвижения по сюжету, вам будут предложены дополнительные задания и боссы, а с ними и награды. Во многих локациях присутствуют телепорты, которые перенесут вашу в группу в город или другую точку с телепортом.

### Классы
Battlers - используют одноручные и двуручные оружия, могут носить сдвоенные мечи. У этого класса наибольшее количество HP и защиты. Ориентирован на ближний бой.
Corps - использую одноручные оружия и копья, могут носить щиты. Этот класс балансирует между обороной и наступлением, и использует святую магию в качестве поддержки.
Darks - Используют двуручные оружия и копья. Этот класс использует темные искусства и жертвует HP пользователя для на несения дополнительного урона..
Gunners - Используют луки и огнестрельные оружия.  Этот класс специализируется на дальней атаке и статусном повреждении, расставляя ловушки и используя навыки выживания.
Kampfs - Используют катары combat, алебарду, а также сдвоенные мечи. Этот класс используется в ближнем бою и сочетает в себе использование комбо атак и навыков убийцы.
Somas - Используют посохи. Это магический класс который используется элементальную магию противоположную элемента противника.

### Weapons Specialities
У каждого класса есть свои собственные ограничения на то, какое оружие может быть экипировано. В начале игры вы выбираете необходимый набор оружия, который впоследствии используете до конца игры. Для каждого оружия имеются навыки, которые можно выучить и использовать. Помимо этого, у каждой экипировки присутствует ранг. Если ваш ранг не достаточно высок, вы не можете использовать данную экипировку. С получением уровня вы получаете AP (Ability Points), и вы можете использовать эти очки для изучения или усиления необходимых умений. В каждый навык можно вложить не более 20 очков.

### Character Points
С повышением уровня вы получаете не только AP, но и CP (Character Points), которые могут быт использованы для повышения четырёх базовых характеристик. Благодаря им могут быть повышены физические и магические атаки ,а также максимальное кол-во HP/SP. Максимальное кол-во очков одной характеристики может достигнуть 255, а HP и SP имеет лимит в 9999 единиц, атака скорости 170% и наконец скорость бега ограничивается 180%. Экипировка не поможет вам обойти лимит в 255 очков, вы попросту потеряете лишние очки.

### Break System
Когда атаки всех членов группы успешно проведены на одном враге, на цели появляется значок (!). В это время вы можете продолжить серию атак и сломить оборону противнику. Если у вас получилось, над врагом появляется значок (!!!), и за это время вы можете нанести большое количество дополнительного урона. Магические атаки так же способствуют системе.

## Сюжет

### Персонажи
Welt
Родился в небольшом горном городке. Новоиспеченный член 7th дивизиона, в который попал благодаря сильному энтузиазму.  Имеет развитое чувство справедливости. Служит рассказчиком игры и повествует историю 7 дивизиона. Стандартный класс - Battlers.
Idea
Мистическая девушка которая находится под защитой 7 дивизиона. Найдена в лесу при странных обстоятельствах и лишена памяти о своем прошлом, кроме собственного имени. Стандартный класс - Somas.
Einsatz
Командир 7 дивизиона, в звании капитана. Славится своей рассудительностью и спокойным поведением. Заботится о своей группе и поступает так, как считает правильным. Пользуется популярностью среди своих подчиненных. Стандартный класс - Kampfs.
Jadis
Вице командир 7 дивизиона. Его индивидуальность - полная противоположность его массивного телосложения, благодаря которому его частенько высмеивают. Но когда дело доходит до службы, он превращается в ответственного и правильного офицера. Лучший друг Einsatz, с которым знаком с самого детства. Стандартный класс - Darks.
Millers
Владеет боевыми искусствами славится заботой о команде. Вечно шутливо ругается с Forte и пристает к Welt. Стандартный класс - Kampfs.
Cadenza
Он спокоен и деликатен. Обычно является посредником в спорах и всегда защищает своих друзей. Стандартный класс - Gunners.
Granada
Немногословна и не легко открывается людям. Кандидат в роль командира. Увлекаться оригами. Стандартный класс - Corps.
Forte
Пожалуй самая веселая и заводная особа в команде. Отлично управляет Soma энергией и соответственно разбирается в ней не хуже. Любит спорить и доводить Millers . Стандартный класс - Somas.

### История
Этот мир известен тем, что им управляет магическая энергия "Soma". На ней работают многие технологии, а также её используют люди для своих личных целей. В последние годы естественный баланс энергии Soma на континенте был разрушен странными существами именуемыми "Visitors". Чтобы исследовать этих существ, Secundadeians - организация, которая регулирует Сома в мире, создает военное подразделение именуемое 7 дивизионом. То что им предстоит найти и изменить, изменит судьбу всего мира...

## Отзывы
| Иноязычные издания | Иноязычные издания                                                                 |
| Издание            | Оценка                                                                             |
| ------------------ | ---------------------------------------------------------------------------------- |
| Famitsu            | 32/40                                                                              |
| GamesRadar+        | 3,5 из 5 звёзд · 3,5 из 5 звёзд · 3,5 из 5 звёзд · 3,5 из 5 звёзд · 3,5 из 5 звёзд |
| RPGamer            | 4/5                                                                                |

Soma Bringer получила сдержанные отзывы критиков.